# Canoagem nos Jogos Pan-Americanos de 2011 - K-4 500 m feminino
A competição do K-4 500 metros feminino foi um dos eventos da canoagem nos Jogos Pan-Americanos de 2011. Foi disputada na Pista de Remo e Canoagem, em Ciudad Guzmán, no dia 26 de outubro.

## Calendário
Horário local (UTC-6).
| Data          | Horário | Fase  |
| ------------- | ------- | ----- |
| 26 de outubro | 9:00    | Final |

## Medalhistas
|  | CAN Canadá                                               |  | MEX México                                                      |  | CUB Cuba                                                            |
|  | Kristin Gauthier Alexa Irvin Una Lounder Kathleen Fraser |  | Karina Alanis Maricela Montemayor Alicia Guluarte Anais Abraham |  | Yulitza Meneses Yusmary Mengana Darisleydis Amador Dayexi Gandarela |

## Resultados

### Final
| Pos.              | Canoístas                                                              | País          | Tempo    | Obs. |
| ----------------- | ---------------------------------------------------------------------- | ------------- | -------- | ---- |
| Medalha de ouro   | Kristin Gauthier, Alexa Irvin, Una Lounder, Kathleen Fraser            | CAN Canadá    | 1:37.724 |      |
| Medalha de prata  | Karina Alanis, Maricela Montemayor, Alicia Guluarte, Anais Abraham     | MEX México    | 1:37.799 |      |
| Medalha de bronze | Yulitza Meneses, Yusmary Mengana, Darisleydis Amador, Dayexi Gandarela | CUB Cuba      | 1:39.105 |      |
| 4                 | Lauribel Mejías, Angélica Jiménez, Eliana Escalona, Zulmarys Sánchez   | VEN Venezuela | 1:39.599 |      |
| 5                 | Naiane Pereira, Ariela Pinto, Bruna Gama, Ana Paula Vergutz            | BRA Brasil    | 1:39.921 |      |
| 6                 | Sabrina Ameghino, María Garro, María Collueque, Alexandra Keresztesi   | ARG Argentina | 1:40.085 |      |
| 7                 | Aura Escamilla, Yerly Muñoz, Ruth Pita, Marylin Rodríguez              | COL Colômbia  | 1:43.441 |      |